# Émile Louis Thivier
Émile Louis Thivier, né à Passy le 5 octobre 1858 et mort à Luçay-le-Mâle, au château des Cognées, le 22 juin 1922 est un peintre et  dessinateur français.

## Biographie
Élève de Lehmann, Laugée, et Dagnan-Bouveret, il suit parallèlement les cours de l'Académie Julian.
Il expose régulièrement au Salon des artistes français de 1880 à sa mort en 1922. 
D'abord marié en 1880 avec Claire-Émilie Hulot (1860-1900), il épouse en secondes noces, en 1901, Marie-Geneviève Paing (1878-1975), native de Caen, également peintre.
Une partie du fonds d'atelier d'Émile Thivier et de Marie Paing a été offert par sa fille Françoise Thivier (1905-2003) à la Chambre de commerce et d'industrie de l'Indre, à Châteauroux.

## Œuvres exposées au Salon des Artistes Français
- 1880 : Saint Jean-Baptiste au désert, Châteauroux, Chambre de Commerce et d'Industrie de l'Indre ;
- 1881 : Christ au tombeau ;
- 1882 : Adoption ;
- 1883 : La Séance (le peintre et son modèle), Châteauroux, Chambre de Commerce et d'Industrie de l'Indre ;
- 1884 : Sur la plage, à Honfleur (Calvados) ;
- 1885 : La Tombe du père, Châteauroux, Chambre de Commerce et d'Industrie de l'Indre ;
- 1886 : Saint Sébastien ;
- 1887 : Pêcheuse de moules à marée montante, à Honfleur (Calvados) ;
- 1888 : Caïn ;
- 1889 : Liseuse ;
- 1890 : Méditation, Dans le jardin ;
- 1891 : Derniers rayons ; Portrait de M. Hendlé, préfet de la Seine-Inférieure ;
- 1892 : Portrait de M. Cendre, directeur des chemins de fer de l'État, Châteauroux, Chambre de Commerce et d'Industrie de l'Indre ; Portrait de Mme X ;
- 1893 : Portrait ; Sous les châtaigniers ;
- 1894 : Portrait de M. D. ; Portrait de M. Piquet, ancien gouverneur général de l'Indochine ;
- 1895 : Portrait de M. l'abbé Dumont ; Portrait de Mme S. ;
- 1896 : Les Mercenaires au défilé de la Hache[2], musée d'art et d'histoire de Lisieux ;
- 1897 : David vainqueur ;
- 1898 : Portrait de Mlle A. K. ;
- 1899 : Portrait ;
- 1900 : Au bord de l'étang ;
- 1901 : Jepthé, jadis au musée des Beaux-Arts de Caen[3] (détruit en 1944) ;
- 1902 : Portrait de Mlle B. M. ; Portrait de M. D., avocat à la Cour d'appel ;
- 1903 : Paysage ;
- 1904 : Portrait de Mme P.H. ; En Berry ;
- 1905 : Bergère berrichonne ; Au pays berrichon : Ramène-les ! ;
- 1906 : Au retour, soirée d'hiver en Berry ; Le chemin, en Berry ;
- 1907 : Pastorale ; Paysage du Berry ;
- 1908 : Le Pacage en Berry ;
- 1909 : Sous les sapins ; Les vieux pommiers ;
- 1910 : Coin d'étang ;
- 1911 : Fin d'hiver, en Berry ; Premiers beaux jours, en Berry ;
- 1912 : Soirée de mars en Berry ;
- 1913 : Une mare en Berry ; Bergère en Berry ;
- 1914 : La fin de la journée, Berry ; Au printemps, Berry.